# Messerschmitt Me 328
De Messerschmitt Me 328 is een jachtvliegtuig ontworpen door de Duitse vliegtuigontwerper Messerschmitt. Het stond binnen Messerschmitt bekend onder de projectaanduiding Me P.1073.
De Messerschmitt Me 328 was een poging om een goedkoop te produceren jachtvliegtuig te ontwikkelen dat ook over goede prestaties moest beschikken. Het moest ook kunnen worden gebruikt voor het uitvoeren van grondaanvallen.
De ontwikkeling van dit bijna geheel van hout gemaakte toestel werd overgedragen aan Jacobs-Schweyer, zweefvliegtuigbouwers. Deze begonnen maart 1943 met de ontwikkeling. Nadat de Me 328A de statische proeven had doorstaan werd de Me 328B gereed gemaakt voor de testvluchten die zouden worden uitgevoerd als zweefvliegtuig.

## Prototypen
In juni 1944 waren een paar prototypen van de motorisch aangedreven Me 328B gereed. Ze waren uitgerust met twee Argus As 014 pulserende straalmotoren onder de vleugels. Dit waren dezelfde soort motoren die in de V-1 werden gebruikt. Er ontstond echter veel vibratie door de schokkende werking van de motoren en het project werd gestopt.
Er werd nog wel een versie met een Junkers Jumo 004B-2 straalmotor ontwikkeld maar dit project werd snel vergeten.
Vooroorlogse ontwerpen:
S 7 ·
S 8 ·
S 9 ·
S 10 ·
S 13 ·
S 14 ·
S 15 ·
S 16 ·
M 17 ·
M 18 ·
M 19 ·
M 20 ·
M 21 ·
M 22 ·
M 23 ·
M 24 ·
M 25 ·
M 26 ·
M 27 ·
M 28 ·
M 29 ·
M 30 ·
M 31 ·
M 33 ·
M 35 ·
M 36 · 
M 37
Ontwerpen 1933-1945:
Bf 108 · 
Bf 109 ·
Bf 109TL ·
Bf 109Z ·
Bf 110 ·
Bf 161 ·
Bf 162 ·
Me 163 · 
Me 209 ·
Me 210 ·
Me 261 ·
Me 262 · 
Me 263 ·
Me 264 · 
Me 265 · 
Me 290 · 
Me 309 ·
Me 309Z ·
Me 321 · 
Me 323 · 
Me 328 · 
Me 334 ·
Me 410 · 
Me 509 · 
Projecten tot 1945:
P.1051 ·
P.1062 ·
P.1065 ·
P.1070 ·
P.1073 ·
P.1092 ·
P.1095 ·
P.1099 ·
P.1100 ·
P.1101 ·
P.1102 ·
P.1103 ·
P.1104 ·
P.1106 ·
P.1107 ·
P.1108 ·
P.1109 ·
P.1110 ·
P.1111 ·
P.1112
Libelle ·
Schwalbe ·
Wespe ·
P.08.01 ·
Zerstörer Project II
Overig:
C-44